# Ian (banda)
IAN es una banda de heavy metal argentina, formada por Mario Ian, exintegrante de la agrupación Rata Blanca, entre otras.

## Historia
Tras la separación del grupo Devenir en 2004, Mario Ian decide formar una nueva banda bajo su propio nombre.
Comienza a escribir canciones y a hacer presentaciones. Durante los momentos en que se gestaba IAN, los músicos que le acompañaron fueron Román Montessi (quien fuese parte de la primera etapa de Devenir) en guitarra, Hernán Cotelo (A.N.I.M.A.L., Virtual) en bajo, y Adrián Cenci (Logos, V8) en batería.
Tras completar el material para su disco, Mario convocó a sus excompañeros de Rata Blanca, Gustavo Rowek y Sergio Berdichevsky para que produjeran el mismo. Al ver las canciones y al mostrar interés por el producto, es que Mario les pide además que lo grabaran y tocaran con su banda.
Se suma Hernán Cotelo y así se forma la primera alineación oficial de IAN con la que graban "En tiempos de redención" en 2006.  En este disco destacan temas como "Latinoamérica", "En mi nombre" y "Pacto con tu libertad". En ese proceso se suma José Velocet en guitarra y posteriormente invitan a Javier Retamozo (otro ex-Rata Blanca) en teclados. En el 2009 Cotelo abandona la banda y se integra Germán García.
En el año 2012 deja de participar Retamozo. Ese mismo año sale el disco "Nuevo orden". A pesar de haberlo grabado Rowek y Berdichevsky, estos dejan el proyecto para concentrarse en el proyecto solista del primero. De esta manera se suma a la banda Leo Dobao baterista de Magnos, y regresa Román Montessi en guitarras. Con esta formación graban el videoclip del tema "No me desangraré", y comienzan a presentarse por todo el país.

En el año 2014, Rowek toca como invitado para una transmisión de televisión. También toco como bajista invitado Guillermo Sánchez de Rata Blanca y Mala Medicina.
En el 2015 Mariano Barrett ex-Alakrán reemplaza a Montessi. Posteriormente Barrett fue reemplazado por Diego Juárez. En 2018 presentaron el sencillo "Brotando entre las flores". Luego en el 2019 sacaron un nuevo sencillo llamado "Huellas"; y en el 2020 su tercer sencillo,  "Estampida". Estos 3 singles ya tienen videoclip. 

## Influencias
El sonido de IAN está influenciado por bandas como Judas Priest, Fight, Accept, Black Sabbath y Dio, entre otros. Sus letras reflejan un mensaje espiritual desde una filosofía cristiana, además de tratar de temas políticos y sociales.

## Integrantes

### Formación actual
- Mario Ian - Voz  (2006-presente) Guitarra rítmica (2024-presente)
- Alejo León - Guitarra líder (2024-presente)
- Yani Glinatsis - Bajo (2024-presente)
- Pablo Naydón - Batería  (2024-presente)

### Otros Integrantes
- Gustavo Rowek - Batería  (2006-2012) / (2014*) / (2017*)
- Sergio Berdichevsky - Guitarra líder (2006-2012) / (2017*)
- Román Montessi - Guitarra líder (2012-2014)
- Mariano Barret - Guitarra líder  (2015-2017)
- Hernán Cotelo - Bajo (2006-2008)
- Javier Retamozo - Teclados  (2008-2012*)
- Juan Facundo Collado - Teclados (2013-2016*)
- Claudio Pasavento - Teclados (2018*)
- Pablo Brugnone - Teclados  (2006); (2012*)
- Guillermo Sánchez - Bajo  (2014*); (2017*)
- Diego Juárez - Guitarra líder (2017-2023)
- José Velocet - Guitarra rítmica (2006-2023)
- Germán García - Bajo  (2009-2023)
- Leo Dobao - Batería  (2012-2023)

*Invitados.

## Discografía

### Álbumes de estudio
- En tiempos de redención (2006)
- Nuevo Orden (2012)

#### Sencillos
- Brotando entre las Flores (2018)
- Huellas (2019)
- Estampida (2020)